# Acanthonotozomellidae
Acanthonotozomellidae es una familia de anfípodos.

## Géneros
- Acanthonotozomella
- Acanthonotozomoides
- Actinacanthus
- Amatiguakius